# Evangeline Lilly
Nicole Evangeline Lilly (n. 3 august 1979) este o actriță canadiană, cunoscută în special pentru rolul lui Kate Austen în serialul american Lost (2004-2010). rol pentru care ea a câștigat multiple Premii Saturn și Teen Choice Awards și a fost nominalizată la Globul de Aur. Ea a mai jucat în filme ca Afterwards (2008), The Hurt Locker (2008), Real Steel (2011) și filmele The Hobbit: The Desolation of Smaug (2013) și The Hobbit: The Battle of the Five Armies (2014).

## Biografie

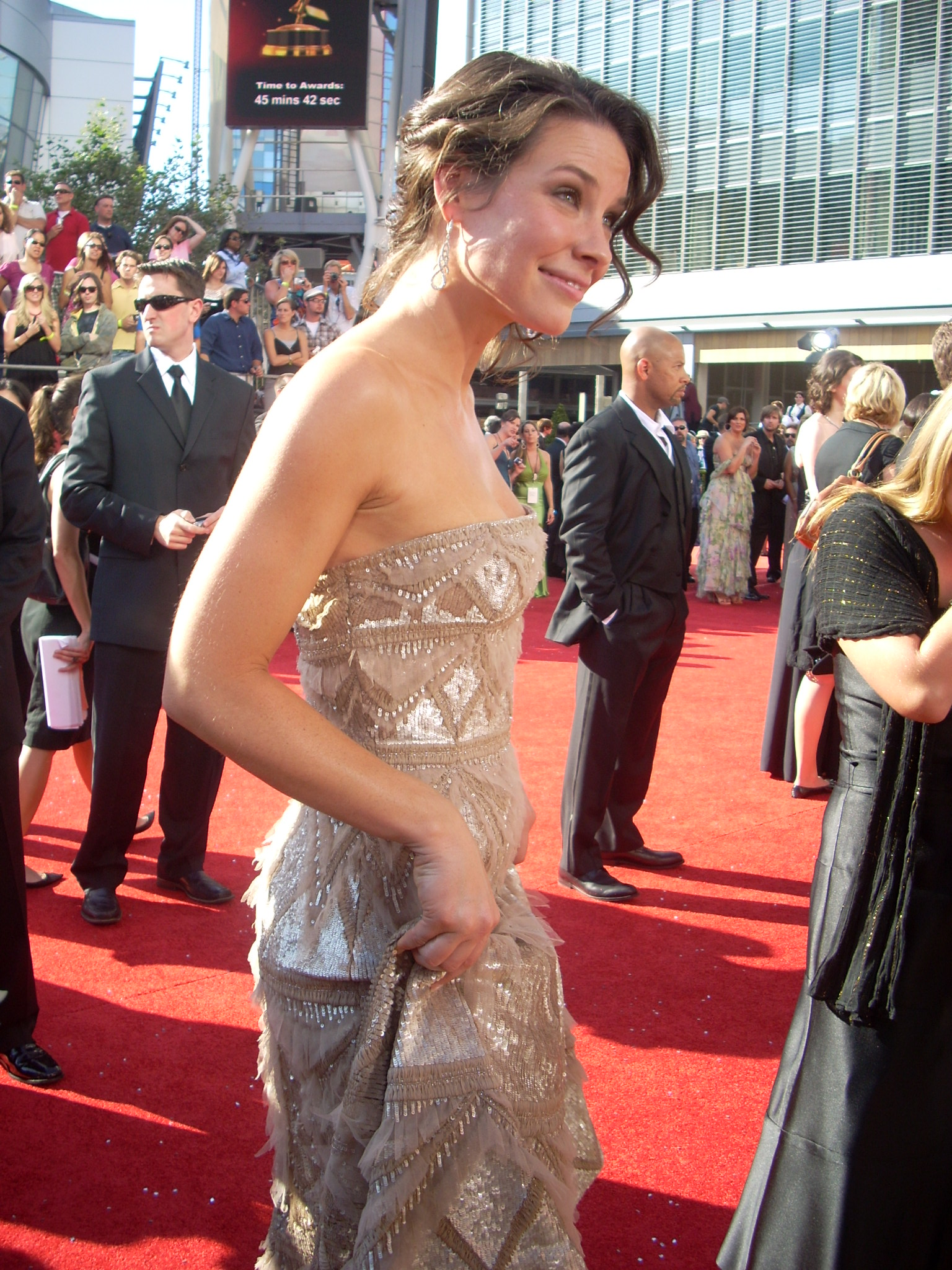
Lilly la Premiile Emmy

## Filmografie

### Film
| An   | Titlu                                     | Rol                 | Note |
| ---- | ----------------------------------------- | ------------------- | --- |
| 2003 | The Lizzie McGuire Movie                  | Ofițer de poliție   | necreditată |
| 2003 | Stealing Sinatra                          | Model in Commercial | |
| 2004 | White Chicks                              | Party Guest         | necreditată |
| 2005 | The Long Weekend                          | Simone              | |
| 2006 | Just Yell Fire                            | Ea însăși           | |
| 2009 | Afterwards                                | Claire              | |
| 2009 | The Hurt Locker                           | Connie James        | Gotham Award for Best Ensemble Cast Washington D.C. Area Film Critics Association Award for Best Ensemble Nominalizare – Screen Actors Guild Award for Outstanding Performance by a Cast in a Motion Picture                                                                                      |
| 2011 | Real Steel                                | Bailey Tallet       | |
| 2013 | The Hobbit: The Desolation of Smaug       | Tauriel             | MTV Movie Award for Best Fight Nominalizare – Broadcast Film Critics Association Award for Best Actress in an Action Movie Nominalizare – Empire Award for Best Supporting Actress Pending – Kids' Choice Award for Favorite Female Buttkicker Pending – Saturn Award for Best Supporting Actress |
| 2013 | The NSA Video                             | Narator             | Documentar despre NSA |
| 2014 | The Hobbit: The Battle of the Five Armies | Tauriel             | |
| 2015 | Ant-Man                                   | Hope Van Dyne       | Post-producție |

### Televiziune
| An        | Titlu            | Rol                 | Note |
| --------- | ---------------- | ------------------- | --- |
| 2001–2003 | Smallville       | Extra               | Necreditată 3 episoade |
| 2004      | Kingdom Hospital | Benton's Girlfriend | Episodul: "Heartless" |
| 2004–2010 | Lost             | Kate Austen         | 108 episoade Screen Actors Guild Award for Outstanding Performance by an Ensemble in a Drama Series (2006, shared with the cast) Nominalizare – Golden Globe Award for Best Actress – Television Series Drama (2007) Nominalizare – National Television Award for Most Popular Actress Nominalizare – Satellite Award for Best Actress – Television Series Drama Nominalizare – Saturn Award for Best Actress on Television (2004, 2005, 2006, 2007, 2008, 2009) Nominalizare – Teen Choice Award for Choice TV Actress – Drama (2004, 2005, 2006, 2007, 2008, 2009) Nominalizare – Teen Choice Award for Choice TV Breakout Performance – Female Nominalizare – Teen Choice Award for Choice TV Chemistry (împărțit cu Matthew Fox și Josh Holloway) |

## Premii
| An   | Premiu                             | Lucrare         | Rezultat     |
| ---- | ---------------------------------- | --------------- | ------------ |
| 2010 | Alliance of Women Film Journalists | The Hurt Locker | Câștigat     |
| 2010 | Denver Film Critics Society        | The Hurt Locker | Nominalizare |